# Alfredo Bovio Di Giovanni
Alfredo Bovio Di Giovanni (Fontana Liri, 11 giugno 1907 – Napoli, 8 gennaio 1995) è stato un pittore italiano.

## Biografia
Nel 1920 si trasferisce con la famiglia ad Ercolano dopo aver trascorso la sua infanzia prima in Piemonte e poi in Irpinia.
Da giovanissimo comincia a viaggiare per l'Europa, mantenendosi con i lavori più disparati per studiare le più importanti correnti artistiche del tempo.
Nel 1935 è in Spagna dove partecipa alla guerra civile prendendone parte come volontario.
Rientrato in Italia con lo scoppio del secondo conflitto mondiale, riparte ben presto per la Germania nella vana speranza di ritrovare il fratello detenuto in un campo di concentramento.
Nel 1948 ritorna definitivamente in Italia, a Milano, e nel '54 si stabilisce a Napoli, per la precisione a Portici, dove dividerà una mansarda adibita ad atelièr con il suo amico Carlo Montarsolo.
Dal 1954 al 1985 si dedica completamente alla pittura con una lunga attività espositiva che interrompe nel 1985 a causa della malattia e della conseguente morte (dopo due anni) della moglie Ida. Continua comunque a dipingere fino all'ultimo giorno della sua vita.

## Musei
Un'opera (olio su tela) del Di Giovanni è esposta presso il Museo d'Arte delle Generazioni Italiane del '900 "G. Bargellini" (MAGI 900), Pieve di Cento (BO)

## Gallerie
Alcune opere del pittore sono esposte permanentemente presso la BILL LOWE GALLERY - Atlanta USA

### Opere di carattere generale
- Stefano Zuffi, Grande Atlante della Pittura dal Mille al Duemila, Mondadori Electa, Toledo, 2002.
- Carlo Bertelli; Giulio Briganti; Antonio Giuliano, Storia dell'Arte Italiana, vol. IV, Electa/Bruno Mondadori, Milano, 1988.
- Giorgio Di Genova, Storia dell'arte italiana del '900. Generazione primo decennio, pp. 637-638, Bora, 1999.
- P. De Vecchi E. Cerchiari, Arte nel Tempo, vol. III, Bompiani, Milano, 1999.]
- SEDA, Enciclopedia Universale SEDA della Pittura Moderna,Volume Secondo , p.954, 1969

### Articoli monografici
- A. Schettini in "Il Corriere di Napoli", Napoli, 11 dicembre 1956;
- P. Girace in "Il Gazzettino del Mezzogiorno", Napoli, 7 luglio 1962;
- C. Barbieri in "Il Mattino", Napoli, 26 maggio 1962;
- A. Grillo in "Roma", Napoli, 3 agosto 1965;
- I. Morisani in "Gazzetta del Sud", Napoli, 28 novembre 1965;
- G. Brussich in "Il Messaggero Veneto", Venezia, 23 ottobre 1970;
- P. Stefanato in "Il Giornale di Udine", Udine, 28 ottobre 1970;
- A. Di Bianca Greco in "Il Domani", Palermo, 12 ottobre 1972;
- P. Zilli in "Friuli Sera", Udine, 22 aprile 1972;
- G. Grassi in "Roma", Roma, 6 marzo 1973;
- S. Di Bartolomeo in "Napoli Notte", Napoli, 10 marzo 1973;
- R. Campanella in "L'Espresso", 17 novembre 1975;
- G. Brussich in "Il Messaggero Veneto", Venezia, 2 aprile 1975;
- F. Bettolini in "La Nazione", Firenze, 17 agosto 1991;
- D. Ricci in "Il Mattino", Napoli, 15 maggio 2000;
- G. Mancuso in "Il Denaro", Napoli, 22 e 28 luglio 2000;
- E. Guerra in "Terzo Occhio", n. 94, marzo 2000, pag. 50;
- M. Manzoni in "Terzo Occhio", n. 96, settembre 2000, pag. 52.

| Controllo di autorità | VIAF (EN) 210988832 · ISNI (EN) 0000 0001 4101 9662 · LCCN (EN) no2011178341 · GND (DE) 1016241658 |